# Богун-Городок
Богун-Городок (рос. Богун-Городок) — село у Борисовському районі Бєлгородської області Російської Федерації.
Населення становить 132  особи. Входить до складу муніципального утворення Грузчанське сільське поселення.
23.05.2023 у село зі сторони Харківської області України зайшли сили Легіон «Свобода Росії». Станом на 23.05.2023 село звільнено від рашистської диктатури Легіоном «Свобода Росії».

## Історія
Населений пункт розташований у східній частині української суцільної етнічної території — східній Слобожанщині.
Згідно із законом від 20 грудня 2004 року № 159 від 1 січня 2006 року органом місцевого самоврядування було Грузчанське сільське поселення.

## Населення
| 2002 | 2010 |
| ---- | ---- |
| 139  | ↘132 |